# Ніклас Ерікссон
Ніклас Урбан Ерікссон (швед. Niklas Urban Eriksson, нар. 17 лютого 1969, Вестервік) — шведський хокеїст, що грав на позиції крайнього нападника. Грав за збірну команду Швеції. Олімпійський чемпіон.

## Ігрова кар'єра
Професійну хокейну кар'єру розпочав 1987 року.
1989 року був обраний на драфті НХЛ під 117-м загальним номером командою «Філадельфія Флаєрс».
Протягом професійної клубної ігрової кар'єри, що тривала 21 років, захищав кольори команд «Лександ», «Лулео», ГІФК та «Бруніко».
Виступав за збірну Швеції.
У 1994 році, виступаючи за збірну Швеції, став олімпійським чемпіоном зимових Олімпійських ігор у Ліллегаммері.